# Otonisia
× Otonisia, (abreviado Otnsa) en el comercio, es un híbrido intergenérico entre los géneros de orquídeas Aganisia × Otostylis. Fue publicado en Orchid Rev.  77(907) noh: 3 (1969).